# Mercat de Da Lat
Chợ Đà Lạt o el mercat de Da Lat en vietnamita és un centre comercial i cultural de la ciutat de Da Lat, el Vietnam.

## Història
A principis del segle xx, la migració a les muntanyes de Da Lat va anar augmentant lentament des de la regió central del Vietnam. En 1929, la població de la ciutat superava els 2.000 habitants. Un missioner va construir un mercat obert amb la fusta dels boscos circumdants, que es cridaria col·loquialment el «Chợ Cây» (en vietnamita, "mercat dels arbres") Per a 1960, es va construir un mercat més estable, de dues plantes, «Chợ Đà Lạt», en una vall pròxima a la seva ubicació original, per a substituir sense problemes al Chợ Cây. En 1993, es va construir un segon bloc adjacent que ampliaria considerablement el mercat. En 2010, es va començar a construir el «Bloc C», que afegiria 5.000 m² al conjunt del mercat de Da Lat. Tot i que l'estructura es va mantenir com la més destacada de la ciutat durant dècades, el ràpid desenvolupament de Da Lat com a destinació turística, així com punt de comerç, aviat va fer que el mercat fos un dels més petits en un barri d'hotels de gran altura. En 2017, es van anunciar els plans per al projecte del centre Hoa Binh que reestructuraria tot el centre de la ciutat de manera que emmarcaria el mercat com una fita cultural i, en última instància, intentaria posicionar la ciutat de Da Lat com un punt per al turisme internacional.

## Descripció
El mercat es troba al carrer Nguyen Thi Minh Khai i està dividit en tres zones. La primera zona inclou l'edifici més antic que dona a la rotonda del centre de la ciutat i se centra en el menjar i els dos edificis més recents de la part posterior se centren en la roba, l'art i els articles de la llar. L'edifici principal serveix de mercat obert perquè els residents locals comprin productes, espècies i carns, així com d'espai perquè els comerciants comercialitzin productes cap als turistes.

### Mercat nocturn
En 2013, la ciutat va començar a organitzar formalment un mercat nocturn, ja que els venedors ja havien començat a reunir-se informalment als carrers del mercat de Da Lat després de les hores per a vendre menjar i regals als vianants. En 2017, la seguretat del mercat nocturn i la falta de gestió eren motiu de preocupació, ja que es van produir baralles entre venedors i clients, així com problemes de sanejament urbà. També va haver-hi problemes amb els carteristes.

## Galeria

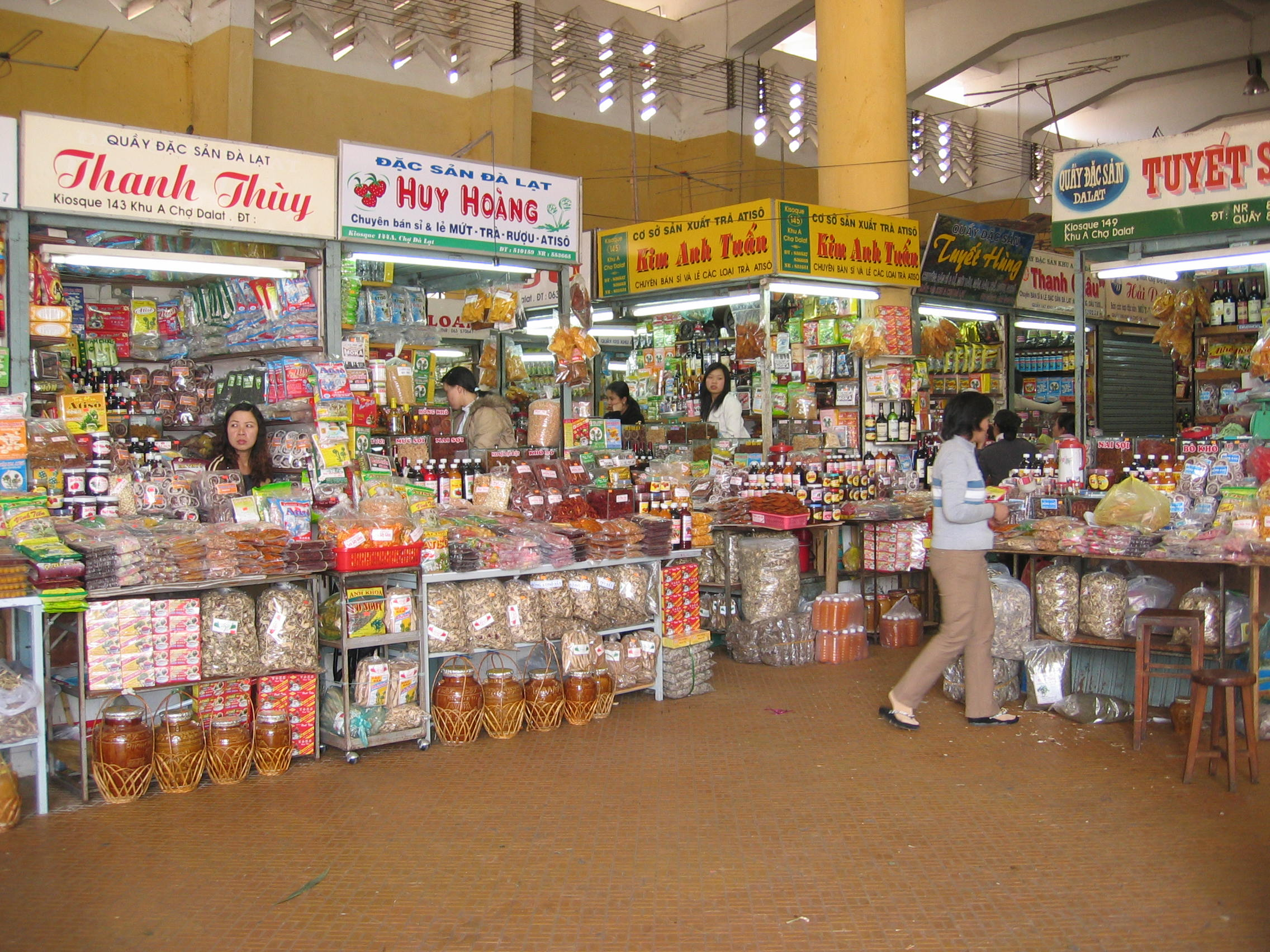
Dins del mercat
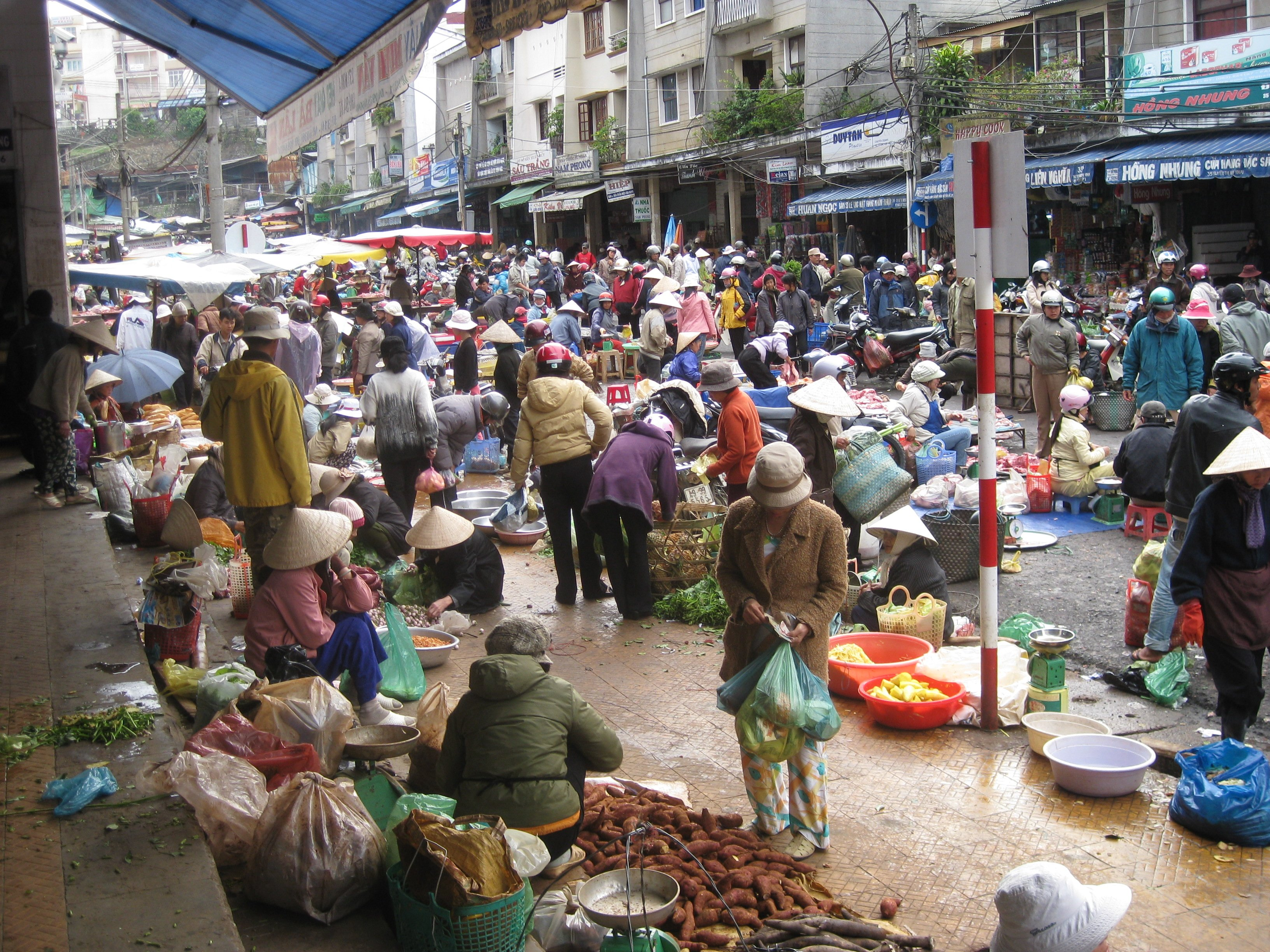
Fora dels carrers del mercat al matí
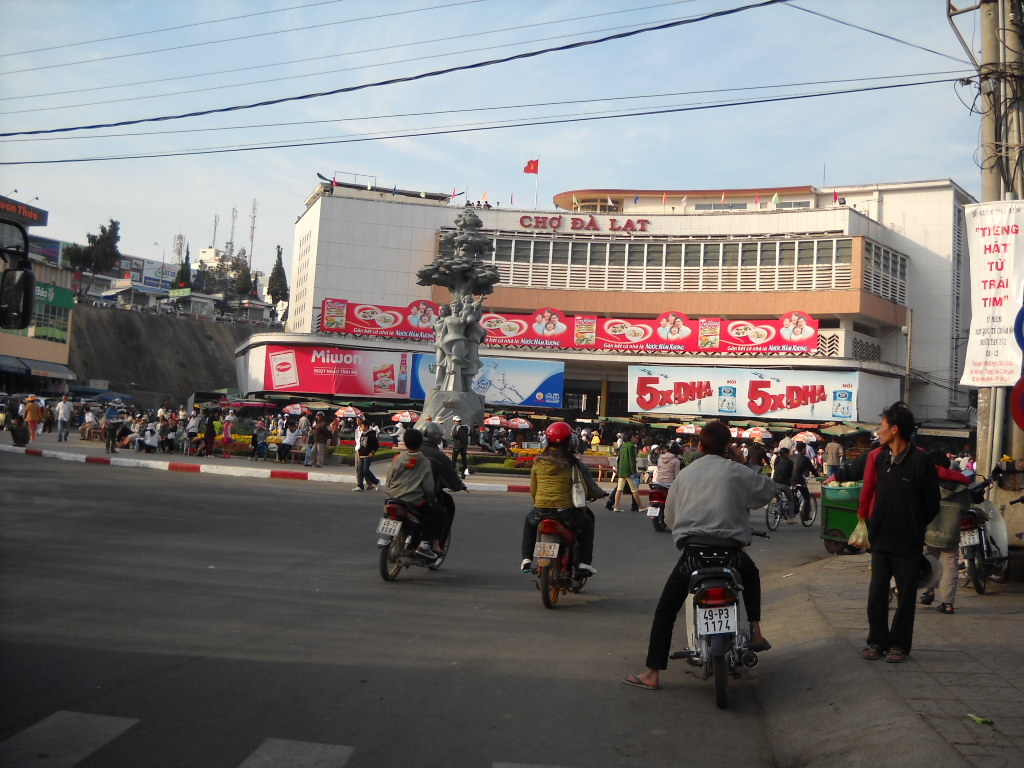
La rotonda enfront del mercat
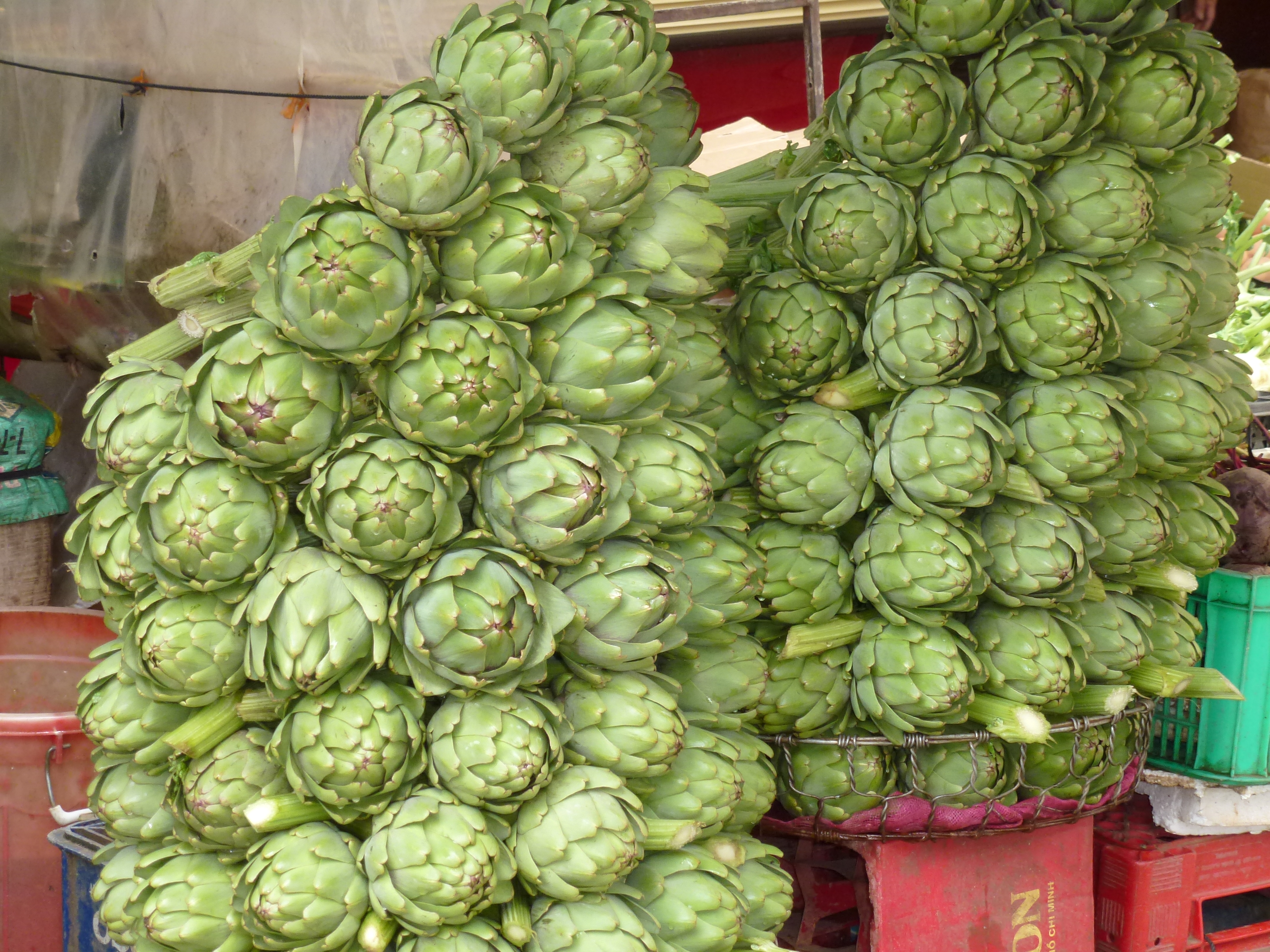
Carxofes a la venda en el mercat